# Tata Ogg
Tata Ogg es una bruja en las novelas la serie del Mundodisco escritas por Terry Pratchett, concretamente del arco argumental de las brujas.

## El personaje
El verdadero nombre de Tata es Gytha Ogg y junto a Yaya Ceravieja y Magrat Ajostiernos -más tarde sustituida por Agnes Nitt- forman el aquelarre de brujas de Lancre. Dentro de este, Tata representa el papel de la madre, en consonancia con las creencias de muchas religiones antiguas.
En su juventud Tata fue muy promiscua, vivió numerosas aventuras amorosas y como consecuencia de ellas tuvo tres maridos y quince hijos. Actualmente Tata es la matriarca de un amplio clan al que dirige con mano de hierro y que está formado por sus hijos, nietos y demás familia. También es la dueña de un gato llamado Mandón o Greebo que es el terror de la comarca y que suele acompañarla en sus viajes e intervenir en sus aventuras.
Tata suele actuar como médico del pueblo, ya que esa es una de las misiones principales de las brujas de Lancre. Su remedio preferido es enviar a la gente a la cama con un trago de su bebida preferida, porque el que estés enfermo no significa que no puedas disfrutar de la vida.
Es también autora de un libro de cocina afrodisíaca de gran éxito que se ha convertido en un bestseller en el Mundodisco. Dentro de este libro se pueden encontrar recetas como la “Sopa sorpresa de Banananana” (sabe cómo se escribe, pero no cuando detenerse), el “Asombro de zanahorias y peras” o el “Rabo con Patatitas” que son muy apreciados a la hora de la comida, pero aún más en la “sobremesa”. Otra de sus aficiones es la fabricación en su alambique de un licor ilegal llamado “Esfumino” capaz de tumbar a un hombre con solo unas gotas.

## Físico
Aunque es demasiado gorda, tiene la cara arrugada como una pasa, un solo diente y voz de arriero, conserva un gran sex appeal.

## Atributos
Tata es una anciana amable y jovial que se lleva bien con todo el mundo y le encanta ayudar a la gente. Es una persona muy alegre a la que le gustan mucho las fiestas y beber y cantar hasta caer rendida. Tiene predilección por las canciones picantes y sus preferidas son “La canción del puercoespín” y “El cayado del mago tiene un nudo en la punta”.

## Posesiones
Quince hijos, muchísimos nietos y bisnietos, un gato, una escoba voladora, un banjo y todo lo necesario para parecer una bruja: ropa negra, botas claveteadas y sombrero de punta (en su caso, un sombrero garantizado a prueba de caída de granjas).

## Aventuras
Después de ayudar a salvar el reino de Lancre del malvado Duque Felmet, junto con Yaya Ceravieja y Magrat Ajostiernos, las tres se desplazan a Genúa, donde salvan a la ciudad del “cuento” tramado por Lilit Ceravieja. Una vez de vuelta en casa empiezan a aparecer círculos en la cosecha y tienen que lidiar con los malvados elfos. En Mascarada, junto con Yaya, se dirige a Ankh-Morpork, donde ambas tendrán que rescatar a Agness Nitt de las manos del Fantasma de la Ópera, para que forme parte del aquelarre de Lancre. Más tarde, en Carpe Jugulum, vuelven a salvar Lancre, esta vez de los colmillos de los malvados vampiros “Urrácula”.

## Novelas donde aparece
Todas las de la serie de Las Brujas de Mundodisco, exceptuando Ritos iguales:
- Brujerías, serie de Las Brujas.
- Brujas de viaje, serie de Las Brujas.
- Lores y damas, serie de Las Brujas.
- Mascarada, serie de Las Brujas.
- Carpe Jugulum, serie de Las Brujas.
- El mar y los Pececitos (narración corta, en la serie Leyendas Negras, Plaza & Janes)
- Ladrón del Tiempo, serie de la Muerte, pequeño cameo.
- Los Pequeños Hombres Libres, The Wee Free Men, serie de Tiffany Dolorido, pequeña aparición.
- The shepherd's crown (La corona del pastor), Mundodisco 41, Último libro de la serie de Tiffany Dolorido.

- Datos: Q963492